# Zacharzowická stezka
Zacharzowická stezka je černě značená turistická trasa ve gmině Wielowieś v okrese Gliwice ve Slezském vojvodství v Polsku.

## Další informace
Stezka vede po polních silnicích. Na ní se nachází dřevěno–cihlový římskokatolický farní kostel Všech Svatých v Sierotách a hrob slezského povstalce pod tímto kostelem nebo dřevěný kostel Svatého Vavřince v Zacharzowicích.

## Průběh stezky
- Świbie
- Wiśnicze
- Gajowice
- Sieroty
- Zacharzowice